# Škoda 706
Škoda 706 – rodzina samochodów ciężarowych i autobusów produkowanych przez czechosłowackie przedsiębiorstwo Škoda.
Škoda już przed wojną produkowała autobusy i ciężarówki pod nazwą 706. Pod koniec lat 40. przedsiębiorstwo rozpoczęło produkcję nowych modeli o tej nazwie z nadwoziem na licencji również czechosłowackiej Karosy.
Produkowano także ciężarówkę o nazwie Škoda 706 R.

## Škoda 706 / 706 N / 706 ND
Škoda 706 produkowana była w latach 1939–1943. W pojeździe montowano czterocylindrowy silnik OHV o pojemności 8554 cm³ i mocy 110 KM (80,9 kW), który napędzał tylne koła. Maksymalna prędkość, jaką mógł osiągnąć ten pojazd wynosiła 52 km/h. Na podwoziu samochodu ciężarowego montowano także nadwozia autobusów.

## Škoda 706 R
Škoda 706 R produkowana była pod marką Škoda w latach 1946–1951 w fabryce Avia w Letňanach (dzielnicy Pragi). W pojeździe montowano silnik o pojemności 11782 cm³ i mocy 145 KM (106,6 kW), który rozpędzał go do prędkości maksymalnej 55 km/h.
Wymiary Škody 706 R:
- Długość: 8285 mm
- Szerokość: 2500 mm
- Wysokość: 2360 mm

Wyprodukowano 7877 egzemplarzy Škody 706 R. W 1951 roku produkcję pojazdu przejęły zakłady LIAZ, które pod własną marką wyprodukowały do 1957 roku jeszcze 20 531 pojazdów.

## Škoda 706 RO

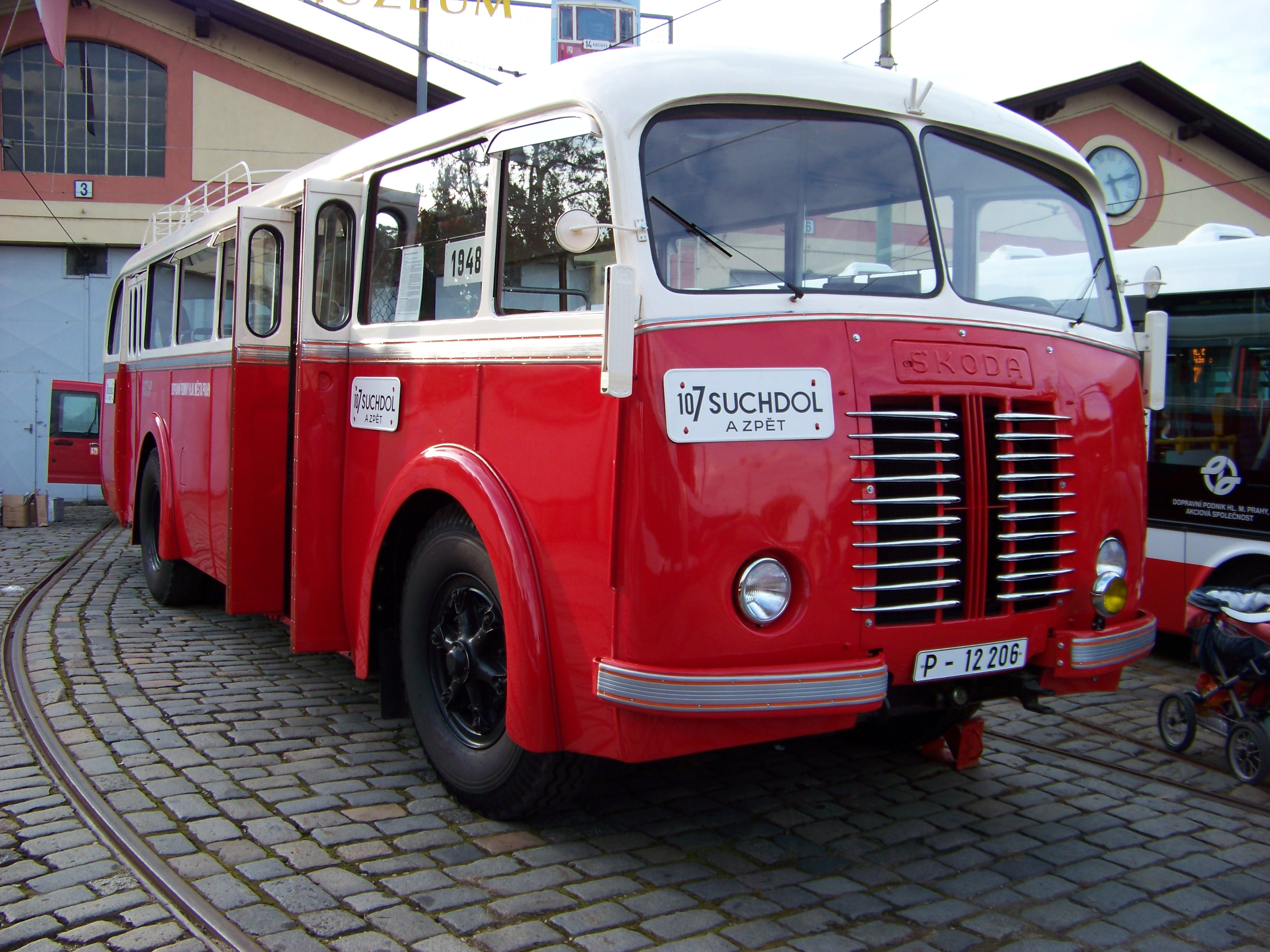
Autobus Škoda 706 RO

Škoda 706 RO (Rámový Osobní) to autobus produkowany w Czechosłowacji od roku 1947 na bazie ciężarowego samochodu Škoda 706 R. Produkcję zakończono w 1958 roku, kiedy na rynku pojawił się następca modelu – Škoda 706 RTO.
Autobus był produkowany w trzech wersjach: miejskiej, międzymiastowej i dalekobieżnej.

## Škoda 706 RT
Škoda 706 RT (Rámový Trambusový) to samochód ciężarowy skonstruowany na bazie powojennej ciężarówki Škoda 706 R. Następcą tego modelu był pojazd oznaczony symbolem 706 MT (Modernizovaný Trambusový) produkowany już wyłącznie pod marką LIAZ.

## Škoda 706 RTO

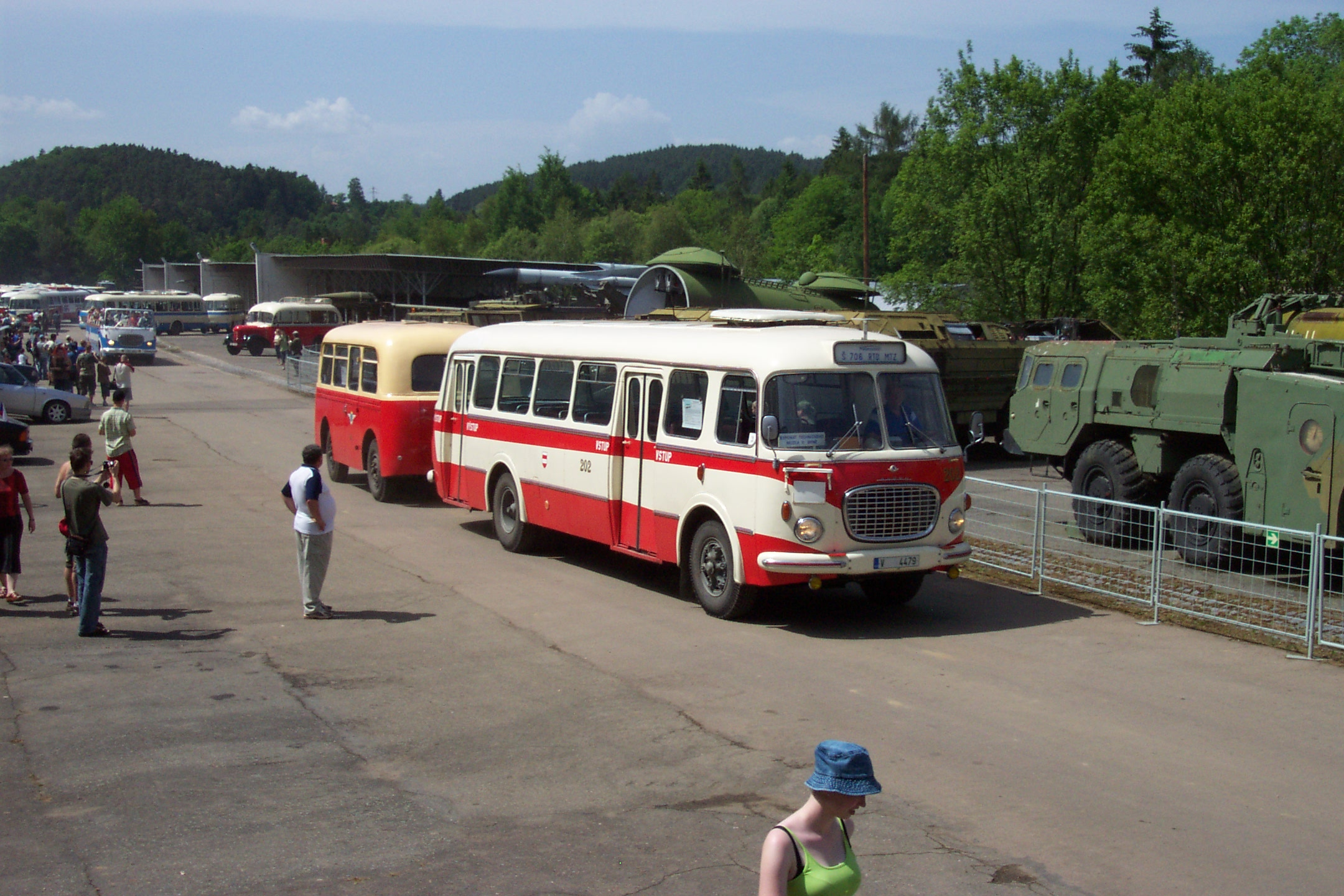
Miejski autobus Škoda 706 RTO MTZ z przyczepą

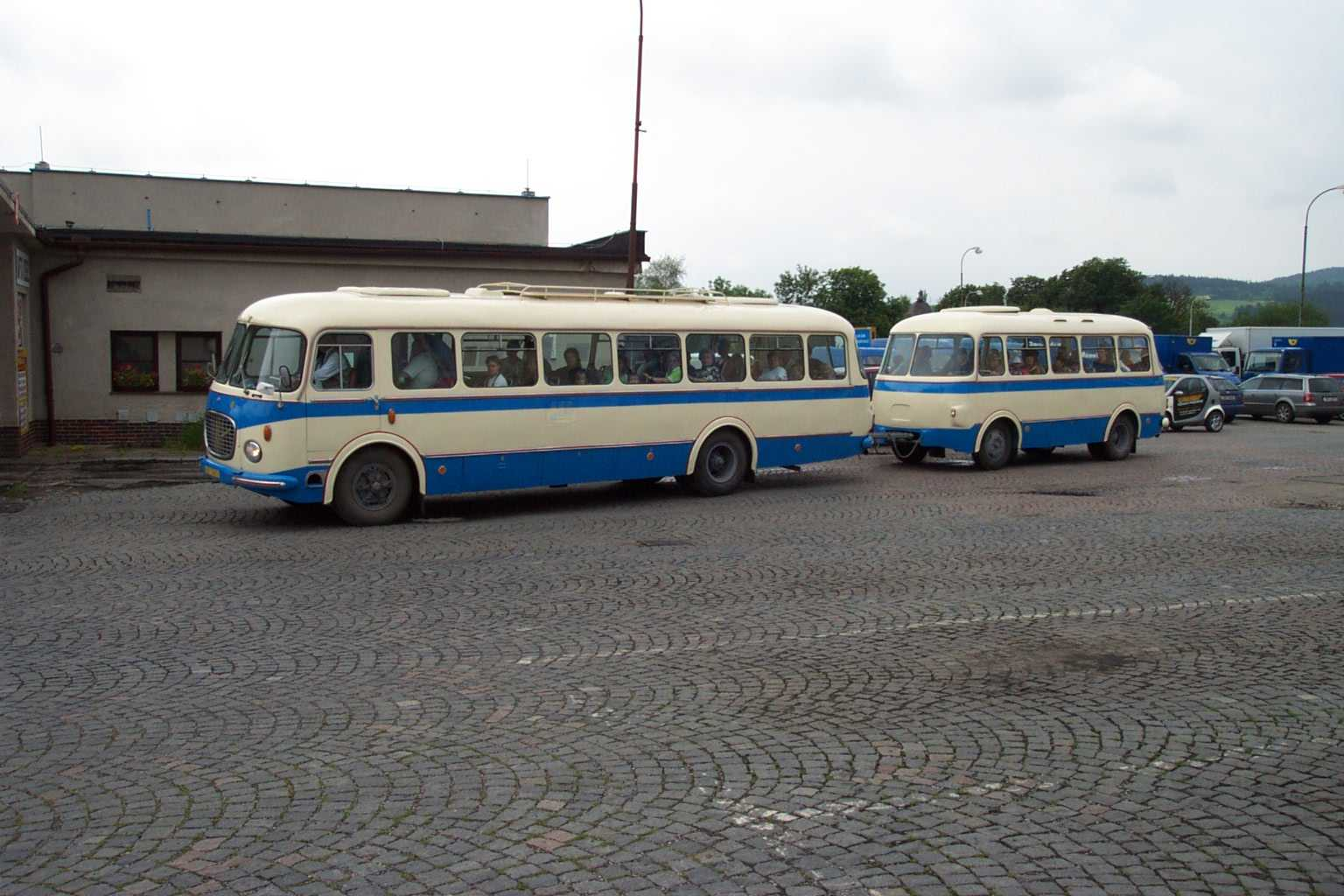
Międzymiastowy autobus Škoda 706 RTO CAR z przyczepą

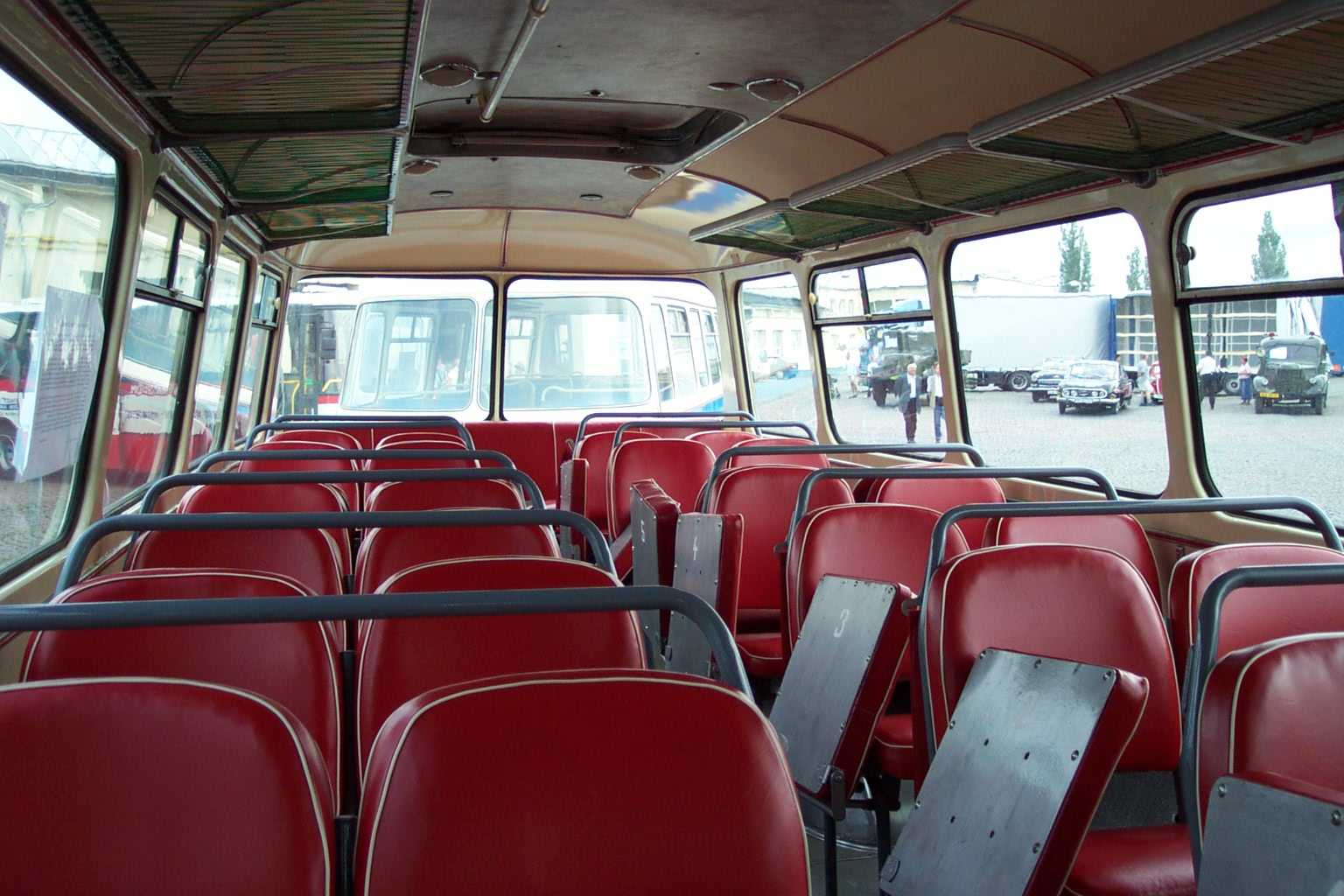
Wnętrze Škody 706 RTO CAR (składane siedziska)

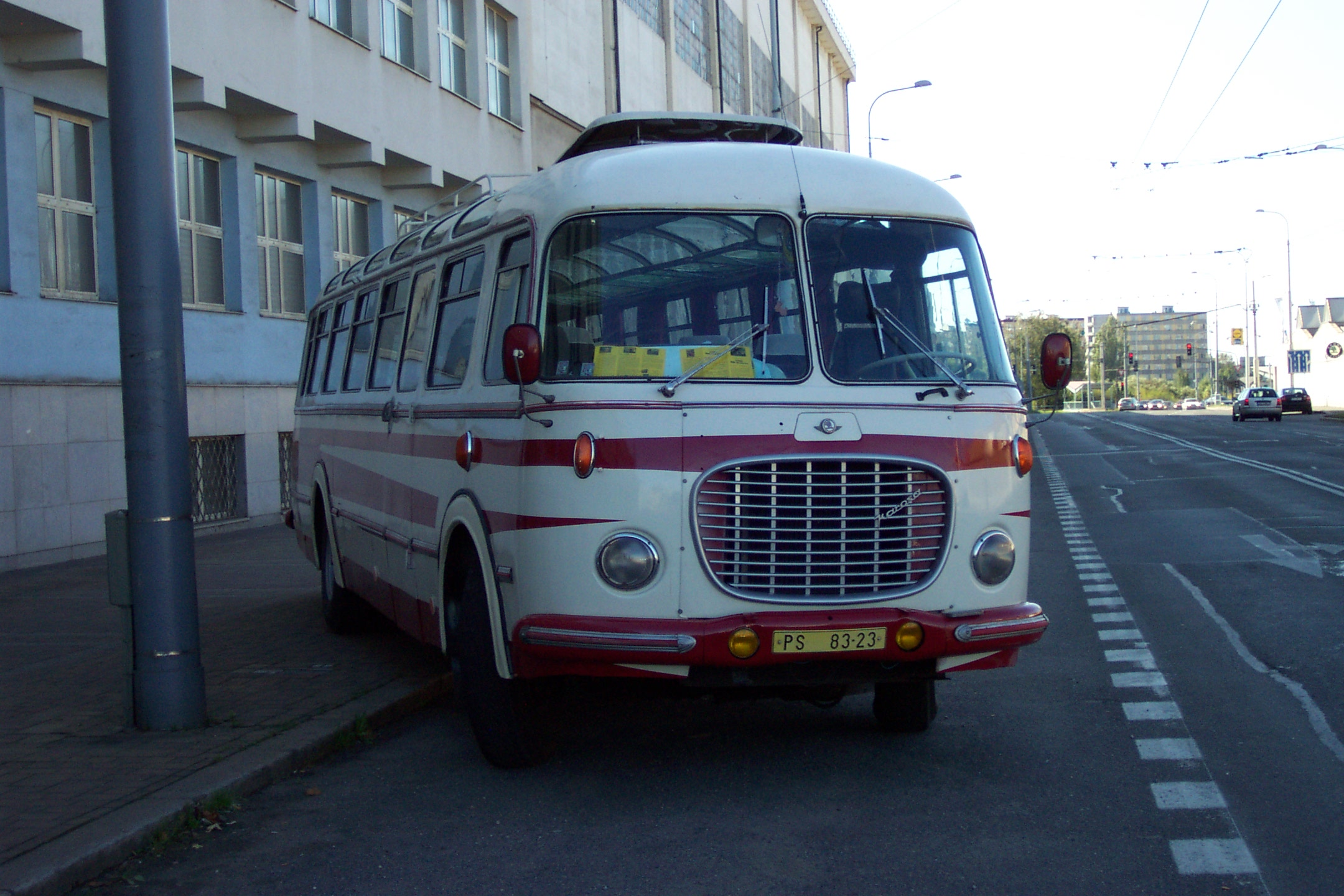
Autobus Škoda 706 RTO LUX

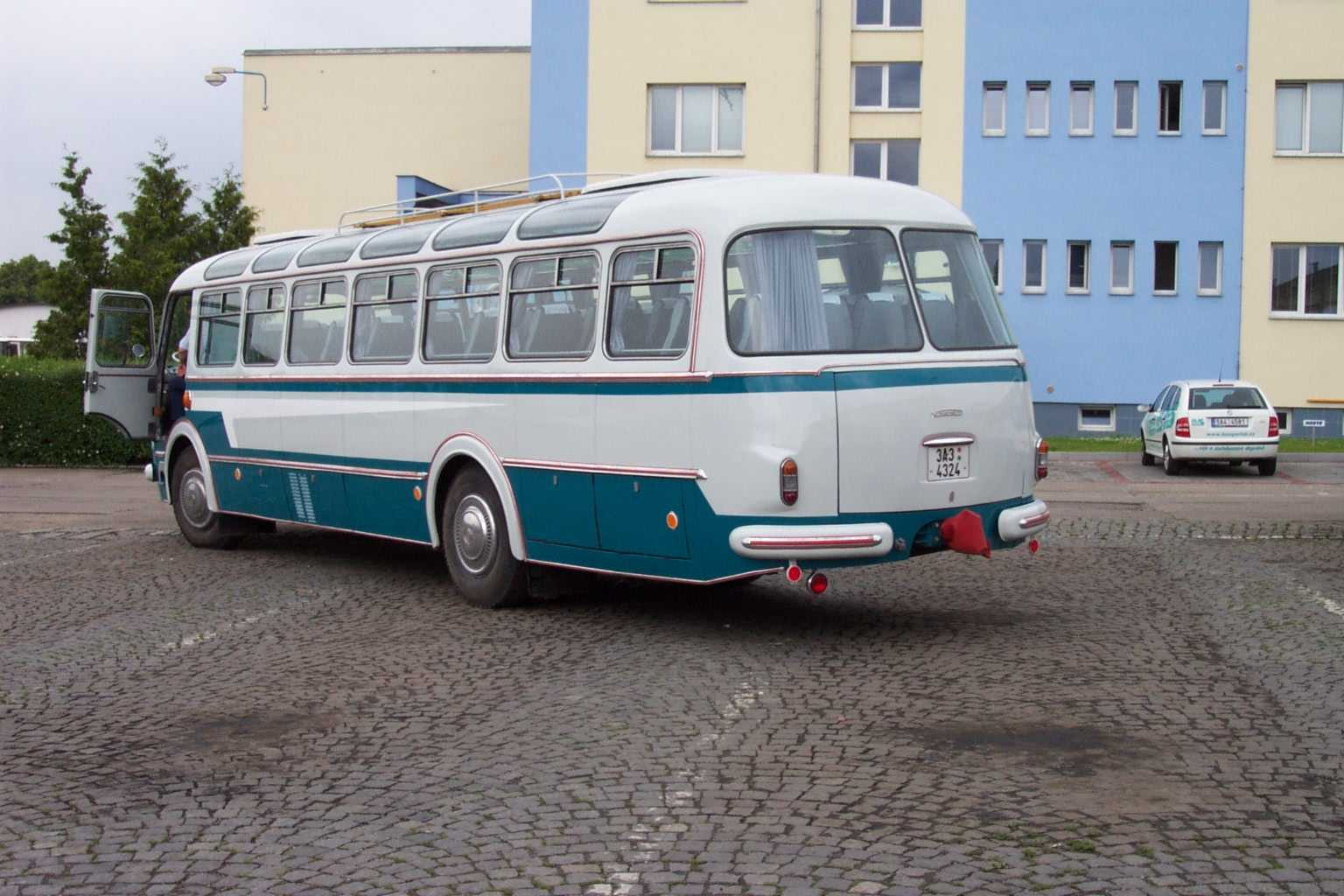
Turystyczny autobus Škoda 706 RTO LUX

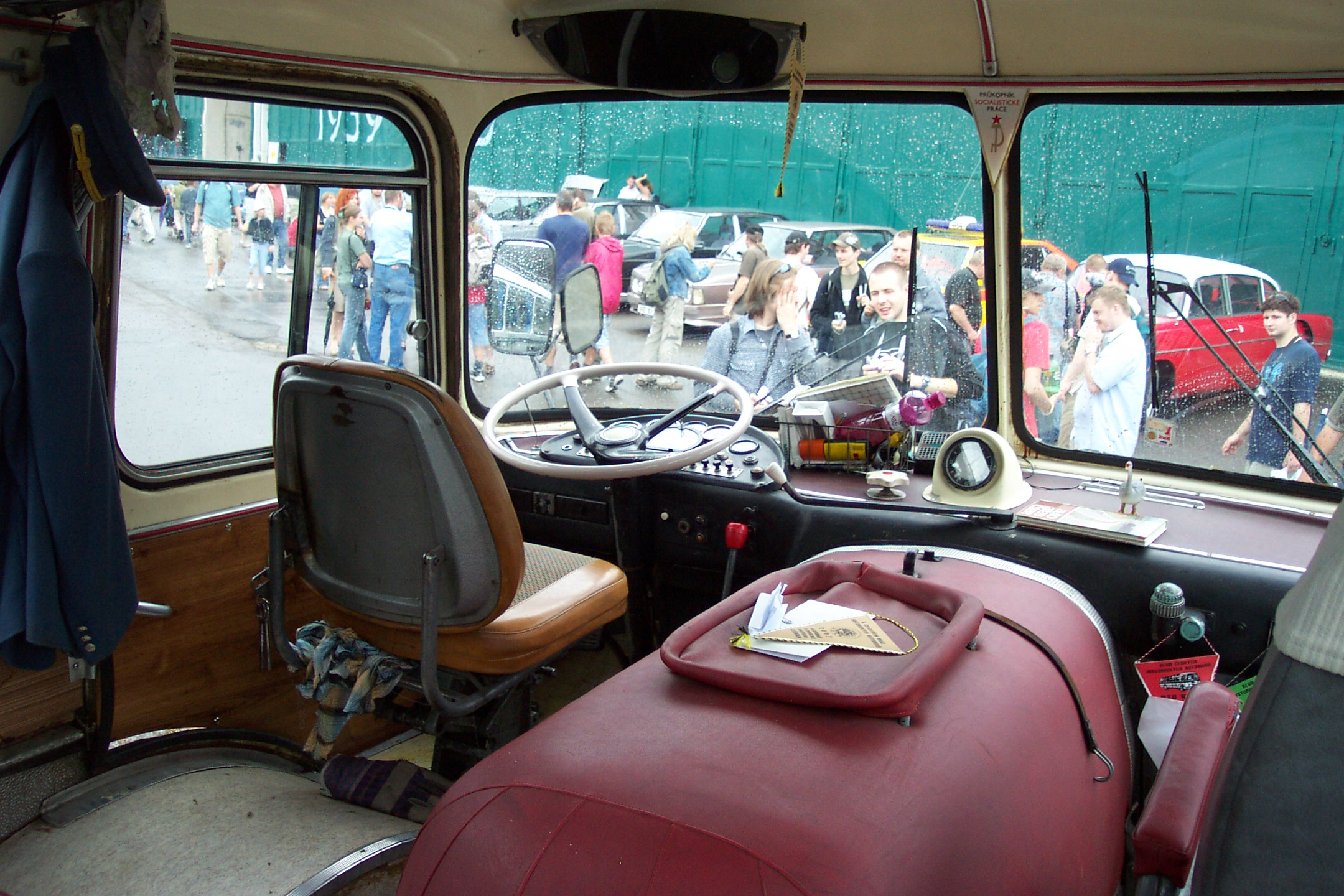
Kabina kierowcy autobusu Škoda 706 RTO LUX

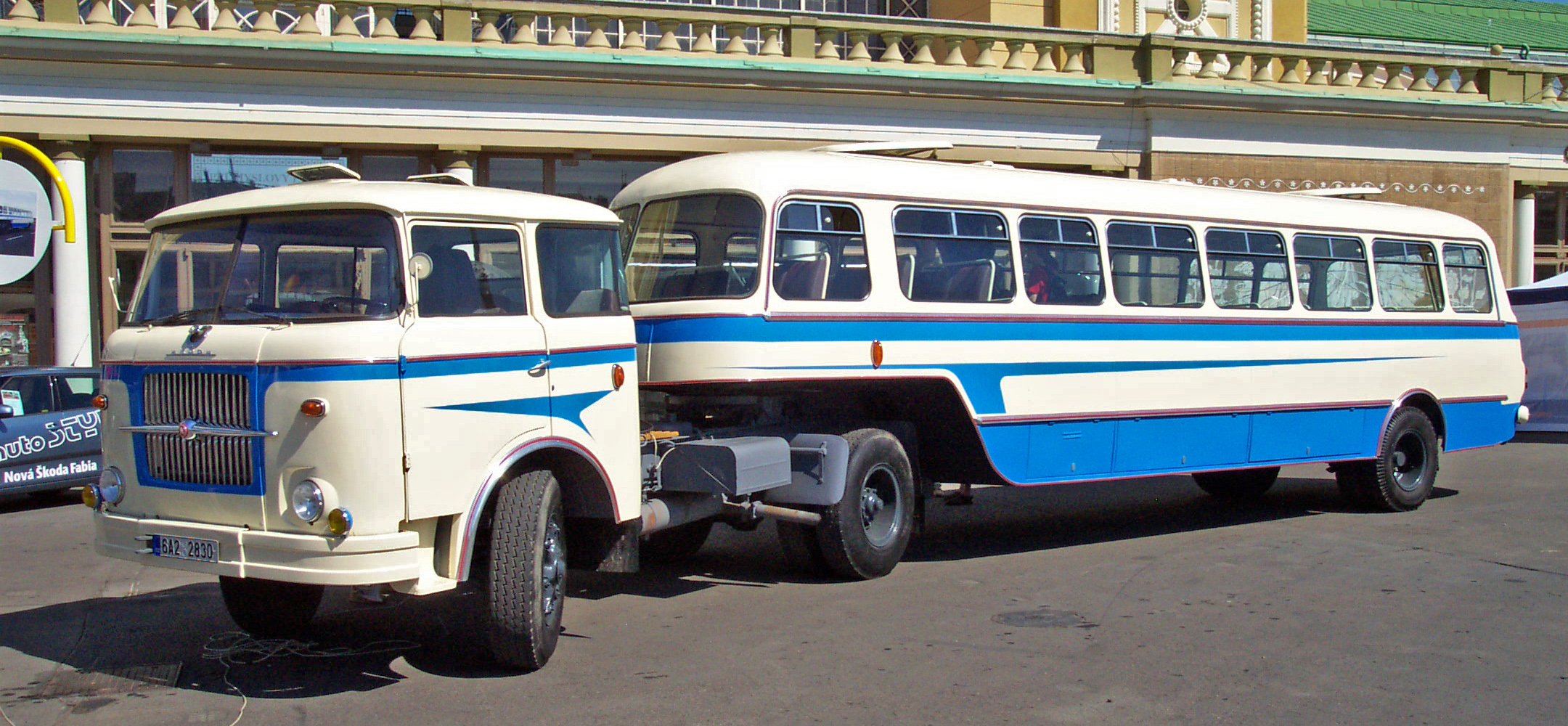
Skonstruowany na bazie Škody 706 autobus naczepowy NO 80 zaczepiony na ciągniku siodłowym Škoda 706 RT

Škoda 706 RTO (Rámový Trambusový Osobní) Karosa to autobus produkcji czechosłowackiej, będący również przedmiotem zawartej 6 grudnia 1958 roku umowy licencyjnej z Czechosłowacją na produkcję w Polsce autobusów tego typu z nadwoziem Karosa (w ramach przygotowań do tej produkcji Zakłady Budowy Nadwozi Samochodowych połączyły się z Zakładami Naprawy Samochodów w Jelczu, a powstałe w ten sposób przedsiębiorstwo przyjęło nazwę Jelczańskie Zakłady Samochodowe).
Pod koniec roku 1959 wyprodukowano zmontowano z części nadesłanych z fabryki Karosa pierwszą serię 20 sztuk autobusów międzymiastowych pod nazwą Jelcz 043. W następnym roku wykonano już 200 egzemplarzy, a produkcja systematycznie wzrastała dążąc do docelowej wielkości 1500 sztuk rocznie. Stopniowo eliminowano import elementów nadwozi, natomiast kompletne podwozia nadal były sprowadzane z Czechosłowacji.
W 1963 roku Jelczańskie Zakłady Samochodowe przystąpiły do produkcji odmiany miejskiej autobusu Jelcz na licencji Škoda 706 RTO MEX (czes. mestský exportní). Nową odmianę oznaczono symbolem Jelcz 272 MEX.
Zakłady Karosa produkowały karoserię w czterech wersjach:
- miejskiej eksportowej MEX produkowany od 1963 roku przez Jelczańskie Zakłady Samochodowe
  - Wymiary:
    - Długość: 10 870 mm
    - Szerokość: 2500 mm
    - Wysokość: 2900 mm
- dla komunikacji miejskiej MTZ (czes. městský tuzemský)
  - Miejsca siedzące: 20+2
  - Miejsca stojące: 58
  - Wymiary:
    - Długość: 10 810 mm
    - Szerokość: 2500 mm
    - Wysokość: 2900 mm

  - Dopuszczalna masa całkowita: 14 400 kg
  - Prędkość maksymalna: 65 km/h
  - Spalanie: 28 l/100 km
- dla komunikacji międzymiastowej CAR
  - Miejsca siedzące: 41+7+2
  - Miejsca stojące: 38
  - Wymiary:
    - Długość: 10 810 mm
    - Szerokość: 2500 mm
    - Wysokość: 3180 mm

  - Dopuszczalna masa całkowita: 14 400 kg
  - Prędkość maksymalna: 75 km/h
  - Spalanie: 26 l/100 km
- turystycznej LUX
  - Miejsca siedzące:38
  - Wymiary:
    - Długość: 10 810 mm
    - Szerokość: 2500 mm
    - Wysokość: 2980 mm

  - Dopuszczalna masa całkowita: 12 800 kg
  - Prędkość maksymalna: 85 km/h
  - Spalanie: 23 l/100 km

Następcą modeli 706 RTO była seria pojazdów: Karosa ŠM 11 (Škoda Městská), ŠL 11 (Škoda Linková) a ŠD 11 (Škoda Dálková).
Autobus w wersji międzymiastowej CAR miał 41 miejsc siedzących. Do napędu pojazdu służył sześciocylindrowy silnik ZS typu Škoda 706 RT z bezpośrednim wtryskiem, który zawieszony był nad osią przednią. Objętość skokowa silnika wynosiła 11,8 litra, a stopień sprężania 16,5. Silnik ten osiągał moc znamionową 117,6 kW (160 KM) przy 1900 obr./min. W żeliwnym kadłubie osadzono składany wał korbowy podparty na siedmiu łożyskach rolkowych.
Instalacja elektryczna o napięciu znamionowym 24 V zasilana była prądnicą prądu stałego o mocy 800 W.
Układ napędowy autobusu rozwiązano w sposób klasyczny. Zastosowano dwutarczowe suche sprzęgło cierne sterowane mechanicznie oraz pięciobiegową skrzynkę przekładniową. Bieg V był biegiem bezpośrednim. Przeniesienie napędu na tylny most zrealizowano za pomocą dwuczęściowego wału napędowego zaopatrzonego w przeguby krzyżakowe. Przekładnię główną podwójną tworzyły dwie pary kół zębatych: stożkowa i walcowa. Całkowite przełożenie przekładni głównej wynosiło 5,62.
Szkielet samochodu tworzyła nitowana rama podłużnicowa. Sztywna przednia oś oraz tylny most napędowy wsparte były na wzdłużnych, półeliptycznych resorach piórowych. Zastosowano składane koła jezdne typu Trilex, odlewane z żeliwa oraz ogumienie o wymiarach 11.00 – 20".
W układzie kierowniczym użyto przekładni ślimakowej współpracującej z pneumatycznym nadciśnieniowym mechanizmem wspomagającym.
Bębnowe hamulce wszystkich kół uruchamiane były pneumatycznie. Jednoobwodowa instalacja hamulcowa miała wyprowadzenie do podłączenia hamulców przyczepy. Wyposażenie pojazdu w hamulec silnikowy ułatwiało jego eksploatację w terenie górzystym.
Nadwozie wagonowe konstrukcji szkieletowej miało elastyczną i nowoczesną jak na owe czasy sylwetkę. Obłe kształty ściany przedniej z dużymi giętymi szybami poprawiały właściwości aerodynamiczne pojazdu. We wnętrzu zbudowano stałe fotele ze szkieletem rurowym dla 41 pasażerów oraz 7 fotelików składanych (patrz fotografia). Autobus wyposażony był w bagażnik wewnętrzny w formie półek nad oknami oraz w bagażnik dachowy.
Dobre ogrzewanie zapewniały dwie nagrzewnice. Jedna z nich połączona została z układem chłodzenia silnika, druga niezależna zasilana była olejem napędowym. Długość całkowita autobusu wynosiła 10 800 mm, natomiast wysokość wnętrza 1900 mm. Przy masie własnej 8700 kg i dopuszczalnym obciążeniu ok. 4000 kg, maksymalna prędkość wynosiła 85 km/h. Zużycie paliwa określone było na 25 l/100 km.